# Episemasia stabilata
Episemasia stabilata är en fjärilsart som beskrevs av Walker 1861. Episemasia stabilata ingår i släktet Episemasia och familjen mätare. Inga underarter finns listade i Catalogue of Life.